# 니트족

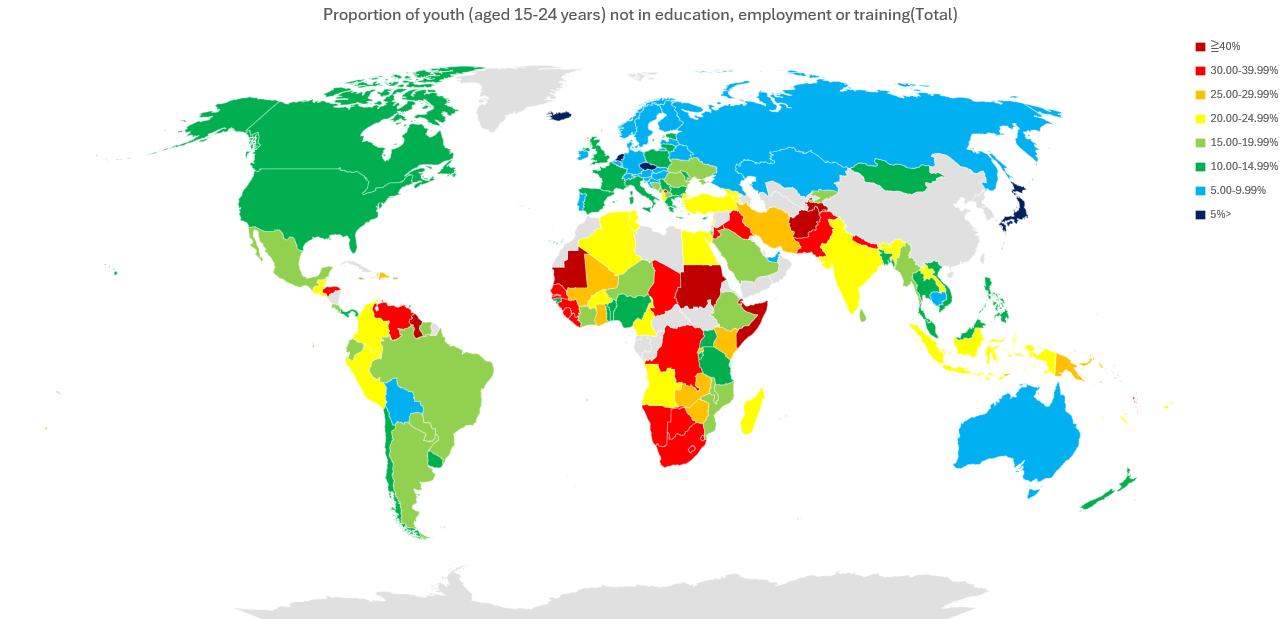
15~24세의 니트족 비중 (2023년 ILO 자료)

니트족( - 族, 영어: Not in Education, Employment or Training, NEET)은 나라에서 정한 의무교육을 마친 뒤에도 진학이나 취직을 하지 않으면서 직업훈련도 받지 않는 사람이다.

## 어원과 의미
NEET는 "Not in Education, Employment or Training"을 나타내는 약자로서 교육을 받거나 직업훈련에 종사하지 않고 실업자인 사람을 가리킨다. 사람을 NEET로 분류하는 것은 영국에서 시작되었지만, 그 사용은 한국, 일본, 중국, 대만, 캐나다, 미국을 포함한 다른 나라와 지역으로, 다양한 정도로 퍼져나갔다. NEET 범주에는 실업자(직장이 없는 개인 및 구직자)뿐만 아니라 노동력 밖의 개인(직장이 없는 개인, 구직하지 않는 개인)도 포함된다.
영국에서, 이 분류는 16세에서 24세 사이의 사람들로 구성되어 있다. 16세에서 18세 사이의 NEETs의 하위 그룹은 종종 특별히 초점을 맞춘다. 일본의 경우 15~34세 미취업, 가사노동, 학교나 직장 관련 연수에 등록하지 않고 구직활동을 하지 않는 사람으로 분류된다.
경제협력개발기구(OECD)의 2008년 보고서에 따르면 지난 10년간 OECD 국가 대다수의 16~24세 인구 실업률과 NEET 비율이 감소했는데 이는 교육 참여가 증가한 데 따른 것으로 분석됐다.
NEET는 2013년 국제노동기구(ILOO)가 발표한 '청년 글로벌 고용동향' 보고서에서 새롭게 등장한 NLFET 비율과 차별화된다. NLFET는 "노동력에서든 교육이나 훈련에서든"을 의미한다. NEET와 비슷하지만 (노동자 일부인) 미취업 청년은 제외한다.
니트족이라는 말은 영국정부가 1999년에 작성한 조사보고서에서 유래한 말로, 블레어 정권의 정책 슬로건의 하나이기도 하다. 이 보고서에 의한 니트족의 정의는 교육기관에 소속되지 않고 채용되지 않았으며, 직업훈련에 참가하지 않는 16~18세의 청소년(NEW OPPORTUNITIES FOR 16-18 YEAR OLDS NOT IN EDUCATION, EMPLOYMENT OR TRAINING)이라고 되어있다.
니트족을 일본과 대한민국 모두 청년 무직자문제를 가리키는 말로 이해하고 있으며, 일본의 출판사 이와나미 쇼텐에서 간행하는 일본어 사전 고지엔의 2008년 1월 출간된 여섯째 판에 니트족이라는 단어가 수록되었다. 대한민국에서는 니트족을 취업 경쟁에서 밀려나 일하지도 않고, 일할 의지도 없는 청년 무직자를 뜻하는 말 즉, 변변한 일자리를 구하지 못하여 근로의욕을 상실한 청년실업자들을 가리키는 말로 이해한다.
한국노동연구원 남재량 연구위원에 따르면,니트족은 청년실업이 심각해지면서 발생한 사회현상으로, 크게 구직니트족과 비구직니트족으로 나뉜다고 한다. 구직니트족은 직장을 잡기 위해 애쓰는데, 경기가 좋아지면 쉽게 취업으로 연결되지만, 비구직 니트족은 일할 의사 자체가 없으며, 대한민국의 청년실업이 사회문제가 될 정도로 심각해지면서 가파르게 늘고 있다.

## 영국
참고 항목: 영국의 교육과 영국의 청년실업
이 단어에 대한 지식은 1999년 사회 배제 기구(SEU)의 보고서에서 사용된 후 확산되었다. 그 전에는 이와 비슷한 뜻을 가진 "상태 제로"라는 문구를 사용하였다. 앤디 퍼롱은 NEET라는 용어의 사용이 부분적으로 "지위가 없다"는 부정적인 의미 때문에 유명해졌다고 쓰고 있다. 이 분류는 "무급휴일, 여행, 병가, 장애인, 자원봉사를 하거나 다른 불특정 활동에 종사하는, 실직하거나 일자리를 찾고 있는 응답자, 자녀 또는 가족을 돌본 사람, 무급휴일, 여행자, 병가자, 장애인 등 다른 지방정부 문서에서 구체적으로 정의되지만, 약어는 합의된 정의가 없다.n 측정과 관련하여, 특히 경제적 비활동의 정의와 관련하여. 카렌 롭슨은 이 분류가 "영국 문학에서 사실상 "청년 실업"에 대한 논의를 방해했다"고 쓰고 있다. Scott Yates와 Malcolm Payne은 처음에는 젊은이들이 겪은 문제를 살펴본 정책 입안자들에 의해 NEET 그룹에 "홀릭적인 초점"이 있었지만, NEET 지위가 부정적인 용어로 틀이 잡히면서 "젊은 층의 위험, 문제, 부정적인 방향을 반영하는 것"으로 바뀌었다고 말한다. 영국의 NEET 수치는 교육부(DfE)에서 발행한다.[6] 16~18세의 NEET 수를 계산하는 데 사용되는 방법론은 16~24세의 NEETs의 수와 다르다. 첫째는 다양한 출처에 의존하고, 둘째는 노동력 조사에 의존한다.
프린스 트러스트에 의해 의뢰된 2007년 보고서에 따르면 영국, 스코틀랜드, 웨일스의 16-24세 인구 중 거의 5분의 1이 NEETs이며, 그 비율은 북아일랜드(13.8%)에서 가장 낮았다. 2011년 2/4분기 수치를 보면, 영국에서는 16세에서 24세 사이의 97만9천명이 NEETs로 그 연령대에서 16.2%를 차지했다. 1995년과 2008년 사이에 영국에서 16~18세의 NEETs 비율은 약 8~11%로 상당히 안정적이었다.가디언지는 2011년 보도한 바에 따르면 2003년 이후 16~18세의 취업자는 15.6% 감소했지만 교육훈련 인구는 6.8% 증가했다고 한다. NEET 수치는 학교와 대학 과정이 끝나는 3/4분기에 정점을 찍는 경향이 있다.
NEET라는 용어에 약간의 오명이 붙어 있다. BBC 뉴스의 사이먼 콕스는 이 단어가 "10대 중퇴자들을 위한 최신 유행어"라고 말했다. 그는 "니트는 범죄를 저지를 가능성이 20배, 10대 엄마가 될 가능성이 22배 높다"고 말했으며, 바킹과 다겐햄은 이 나라의 "니트 수도"로 불렸다고 한다. The Times의 David Smith는 그들을 "밤늦도록 허가 없이 돌아다니는 요브들"이라고 부른다. 콜린 웹스터에 따르면 NEETs는 불균형적으로 많은 양의 범죄를 저지른다. 학교에서 무단결석이나 배타성이 높은 아이들은 NEETs가 되기 쉽다.
NEET의 수를 줄이기 위해 몇 가지 계획과 아이디어가 개발되었다. 2001년 처음 시범운행된 커넥션스 서비스의 주요 목표 중 하나는 NEET의 수를 줄이는 것이다. 대부분의 지방 당국은 이를 위해 지방권역 협약을 체결하였다. 2004년 지출검토의 일환으로 교육기술부(DfES)는 NEET의 비중을 2004년 9.6%에서 2010년 7.6%로 줄이기로 공익협약을 맺었다. 2004~2005년에 도입된 영국 전역의 교육유지수당(Emergency Maintenance Payment)은 중등학교를 지나 교육을 계속하는 젊은이들에게 최대 30파운드의 수단에 따라 매주 지급된다.정부는 2007년 9월 16세 전 학령기에 적합한 학습지를 보장한 '9월 보증'을 시행하고, 이듬해 17세까지 확대했다. 2009년 예산에서 "청년 보장"이 발표되어 구직자의 수당을 6개월 동안 받고 있는 18세~24세에게 보장된 직업, 훈련 또는 근무경험을 제공하였고, 2010년 1월 25일에 생방송되었다. 이 계획은 2010년 예산에서 1년 연장된 2012년 3월에 종료될 것이라고 발표되었다. 2008년 왕실의 승인을 받은 2008년 교육기술법은 영국 내 학교를 2013년 17세, 2015년 18세로 늘릴 예정이다. 많은 추가 교육대학들이 NEET의 등록을 모색한다. 예를 들어, 본머스와 푸울 칼리지의 NEETs 강좌는 다양한 사인온 인센티브와 무료 아이팟의 수료 보너스와 현금 100파운드를 제공했다고 2005년에 보고되었다.
스코틀랜드 정부는 NEET 분류를 16~19세로 제한한다.

## 일본
NEET는 매년 수천 명의 젊은이들이 이러한 범주(즉, 비취업 청년의 신분에서 시간제 노동자의 신분) 사이를 이동하지만, 비록 실제로 저임금 아르바이트를 하는 사람들에 대한 분류인 프리터(freeter)와는 구별되는 사회 정책 범주다.
NEETs의 인구 분포는 고용 통계에 나타나 있다. 일본 정치권은 NEET 인구 증가가 경제에 미치는 영향에 대해 우려를 나타냈다. 일본 후생노동성에 따르면 추정 규모는 2002년 9월 48만 명에서 2003년 9월 52만 명으로 증가했다. 2002년 일본 정부의 다른 조사에서는 NEET으로 분류할 수 있는 85만 명으로 훨씬 더 많은 수치를 제시했는데, 이 중 60%가 25~34세였다.따라서 통계에 의해 생성된 NEET의 수는 채택된 특정 정의에 크게 좌우된다는 것은 명백하다. 따라서 모든 수치는 주의하여 처리해야 한다.
2004년과 2005년 일본 언론에서 NEET 문제가 불거졌을 때, 이 범주에 속하는 비취업 청년들은 게으르고, 일을 기피하며, 자발적으로 실직했다는 누명을 썼다. 이러한 미디어 묘사는 일본의 (보수) 중노년층의 우려를 불러일으키는 데 효과적이었지만, 새로운 청년정책에 대한 온건한 지지로 이어졌을 뿐이다. 실제로 토이보넨이 청년 지원 관행과 미디어와 정책 담론을 병행한다는 경험적 단문에서 주장한 바와 같이 NEET 난제에 대한 가장 유망한 해결책은 MHLW 정책 입안자나 학자들이 아닌 쿠도 케이와 이와모토 마미 같은 사회적 기업가들에 의해 만들어졌다.
대부분의 서유럽 국가들과 달리 일본의 실업급여는 3~6개월이 지나면 자동으로 종료되고 특별한 도움이 필요한 국가들에 대한 지원 범위가 제한된다. 일본의 많은 NEET들은 청소년 지원 스테이션과 많은 NPO를 포함한 사회적 기업이 설계 및 제정한 다른 서비스들로 가는 길을 찾지만, 따라서 부모나 친척들로부터 불가피하게 지원을 받는다.
일부 사람들은 일본의 NEETs가 성인이라는 받아들여진 사회적 모델을 거부한 많은 사람들을 포함하고 있다고 믿는다. 이들은 정부 헬로워크 제도를 통해 졸업 후 정규직 채용이나 시장성 있는 직무능력 획득을 위한 추가 교육을 적극적으로 추진하지 않는다고 한다. 이는 종종 샐러리맨의 전통적인 진로에 대한 반응으로 그려진다. 이는 1990년대 경기 침체가 장기화되면서 청년층 실업률(일부 추정 213만 명)이 높아졌기 때문으로 분석된다. 명목상 고용된 많은 프리터들이 NEETs가 되었다. 그러나 이러한 묘사는 삶의 역사, 지원 관행 또는 광범위한 사회적 조건에 대한 신중한 경험적 연구보다 편향된 언론 보도와 편견에 더 기반을 두고 있다.[필요하다]
세계화로 인한 경제적 압력에 직면하여 평생 고용의 시스템이 부분적으로 혹은 완전히는 아니지만 통합되었다고 말하는 것은 정확하다. 한 회사에서 평생 고용의 가용성은 점점 더 증가하는 기업과 개인 모두의 몫에 대해 지지할 수 없게 되었고, 일본의 말초 노동력으로 밀려난 사람들은 평생 고용과 관련된 전통적인 혜택을 놓치고 있다.
미야모토 미치코 교수는 "청년들이 성인이 되는 산업사회에서 구축된 사회구조의 붕괴"라고 설명한다."

## 호주
OECD의 보고서에 따르면 58만 명의 호주 젊은이들이 이 분류에 속한다고 한다. 보고서는 또 글로벌 금융위기 이후 NEET의 수가 1만 명 급증해 현재 1529세 사이의 호주인 8명 중 1명을 차지하고 있다고 밝혔다.

## 캐나다
캐나다 통계청은 2012년 캐나다에서 NEETs의 상태에 대한 첫 번째 종합 연구를 수행했다. 15세에서 29세 사이의 캐나다인들 중 약 13%가 이 범주에 속하는 것으로 밝혀졌다. 이 비율이 G7 국가들 중 두 번째로 낮음에도 불구하고, 현재 NEETs로 분류된 젊은 캐나다인들의 총 수는 904,000명이다.
이 연구는 또한 약 51만3천명의 총 904,000명의 NEET들 중 일자리를 적극적으로 찾지 않고 있다는 것을 밝혀냈다. 이 연구는 또한 장기 실업이 반드시 노동시장에 대한 환멸의 폭이 넓어졌기 때문이 아니라 다양한 요인들로 인해 발생했다는 것을 시사했다. 이 연구는 또한 노동인구가 아닌 82%의 젊은이들이 실제로 장기 고용되기를 원한다는 것을 밝혔다. 이 연구는 캐나다 NEET 인구를 "위험이 높고 부정적인 상태"가 아니라고 분류했다.
2013년, 퀘벡 국립통계연구소(ISQ)의 연구에 따르면 퀘벡 주에서는 20만 명의 젊은 남녀가 취업, 교육, 훈련을 전혀 받지 않은 것으로 나타났다. 도내 NEET 요금(13.5%)은 캐나다 요금(13.2%)과 비슷한 수준이다. 이 보고서는 또한 1976년 이후 관찰된 NEET 비율의 감소는 교육 및 고용에 있어 여성의 참여가 가장 높기 때문이라고 밝혔다. 국제 비교는 2010년부터 OECD 데이터를 사용하여 이루어졌으며, 그 지방은 OECD 평균인 미국, 프랑스, 영국보다 낮은 NEET 비율을 보였다. 또한 독일, 노르웨이 등 다른 나라에서도 NEET 비율이 훨씬 낮다는 것을 보여주었다.

## 미국
주요 기사: 단절된 청춘
대불황으로 인한 지속적인 피해를 감안하여 타임과 같은 간행물은 NEETs로 자격을 얻은 미국인의 수를 논하는 기사를 게재해 왔으며, 2011년 1/4분기 동안 25세 이하의 미국인의 약 15%가 자격을 얻었다. 피터 금벨 기자는 2012년 말 NEETs가 "특히 미국에서 널리 퍼져 있다"고 썼으며, 미국 주와 지방 정부가 사회서비스 유지에 어려움을 겪고 있는 점을 감안할 때 "청소년들의 결혼 집단"을 구성하고 있다고 보도했다.

## 한국
한국 NEET의 상황은 다른 나라와 조금 다르다. 멕시코, 터키, 스페인 같은 나라에서는 NEET의 많은 부분이 고등학교 교육조차 이수하지 않은 사람들이다.
반면 한국의 경우 OECD에서 대학 진학률이 가장 높다. 이미 많은 젊은이들이 대학과 대학을 포함한 고등교육을 이수했다.

## 같이 보기
- 백수
- 히키코모리
- 일하면 지는 거라고 생각합니다